# Deus Caritas Est
Deus Caritas Est, latin för "Gud är kärleken", är påve Benedictus XVI:s första encyklika, utgiven den 25 december 2005 och officiellt promulgerad den 25 januari 2006.
Encyklikans titel är inledningsorden i Första Johannesbrevet 4:16: ”Gud är kärlek, och den som förblir i kärleken förblir i Gud och Gud i honom”. 
Benedictus diskuterar i encyklikan Guds kärlek till människan, människans kärlek till Gud och kärlek mellan människorna. Påven menar, att den erotiska kärleken (eros) mellan man och kvinna riskerar att bli en konsumtionsvara om den inte är en del av en högre andlig kärlek (agape).
Benedictus söker även formulera en katolsk sociallära för 2000-talet. Han gör detta som en fortsättning av flera tidigare påvars socialencyklikor, bland andra den banbrytande Rerum novarum av Leo XIII samt Quadragesimo anno av Pius XI och Centesimus annus av Johannes Paulus II.